# Leitersdorf (Laberweinting)
Leitersdorf ist ein Ortsteil der Gemeinde Laberweinting im niederbayerischen Landkreis Straubing-Bogen.

## Lage
Leitersdorf liegt sieben Kilometer südlich von Laberweinting am Flüsschen Asbach, sieben Kilometer östlich von Mallersdorf und sieben Kilometer nordöstlich von Bayerbach.

## Geschichte
Die erste bekannte Erwähnung von Leitersdorf wurde in einem Visitationsprotokoll der Pfarrei Hofkirchen aus dem Jahre 1861 gefunden.
Damals lebten dort 16 Personen. Leitersdorf war seit dem 17. Mai 1818 mit der Dorfschaft Haimelkofen vereinigt.
Am 10. September 1845 stellten die Ortschaften Asbach und Leitersdorf im königlichen Landgericht Mallersdorf den Antrag auf Bildung einer selbständigen Gemeinde. (H St AM MI nu 54 262)
Bis 1970 gehörte Leitersdorf zur Gemeinde Asbach. 1970 schloss sich die Gemeinde Asbach freiwillig der Gemeinde Hofkirchen an.
Bis zur Gebietsreform war Asbach ein Ortsteil der damals selbstständigen Gemeinde Hofkirchen im Jahr 1972 aufgelösten Landkreis Mallersdorf
Der letzte Bürgermeister von Asbach war Alfons Stadler, Leitersdorf. († 7. November 1989).

## Persönlichkeiten
- Vinzenz Kammermeier Leitersdorf (* 19. April 1905 - † 17. Oktober 1997). Landwirt, Fuhrunternehmer, Radiotechniker und Fotograf.

## Bilder von Leitersdorf

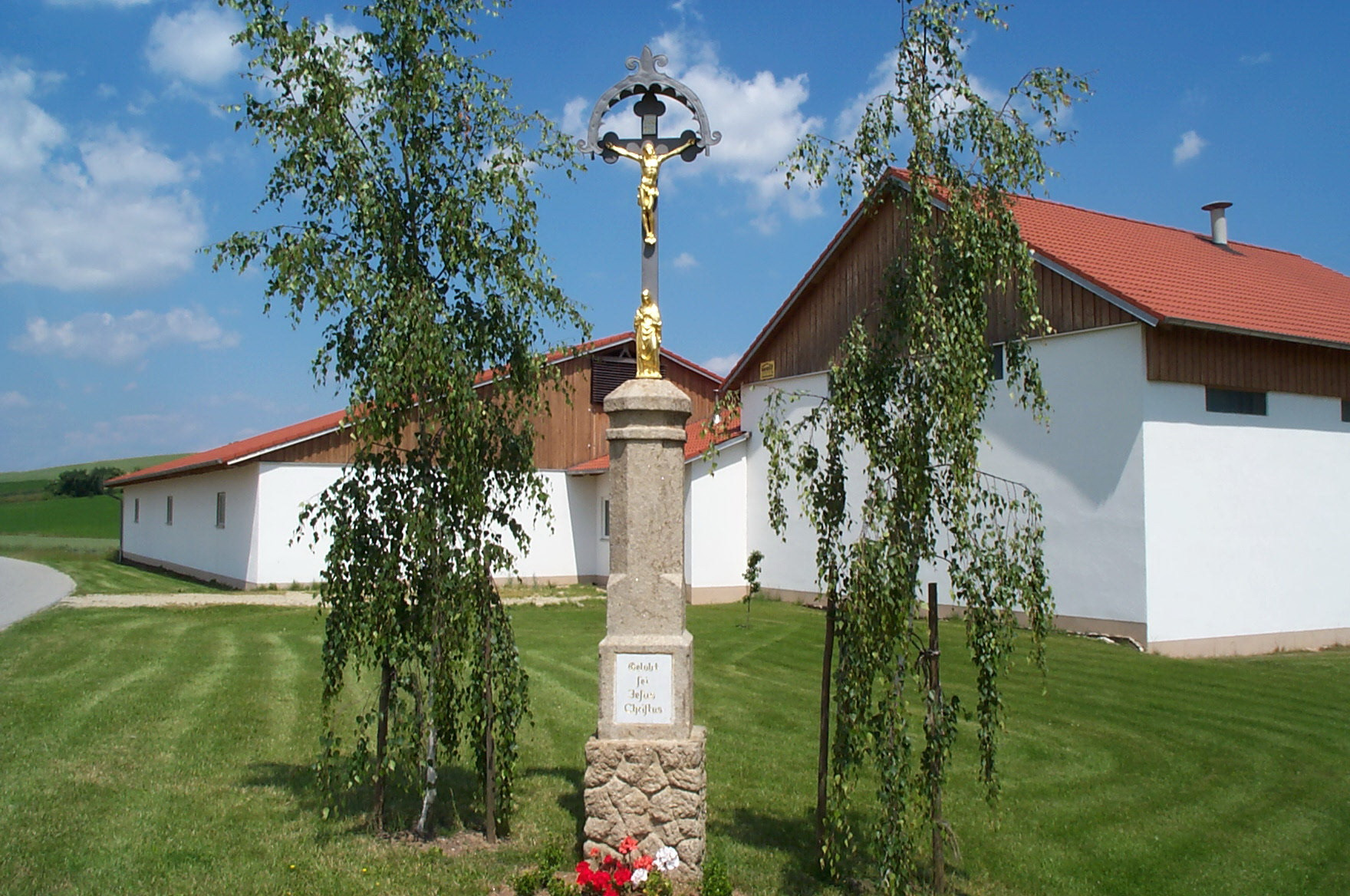
Obermeier Kreuz